# Библейские общества

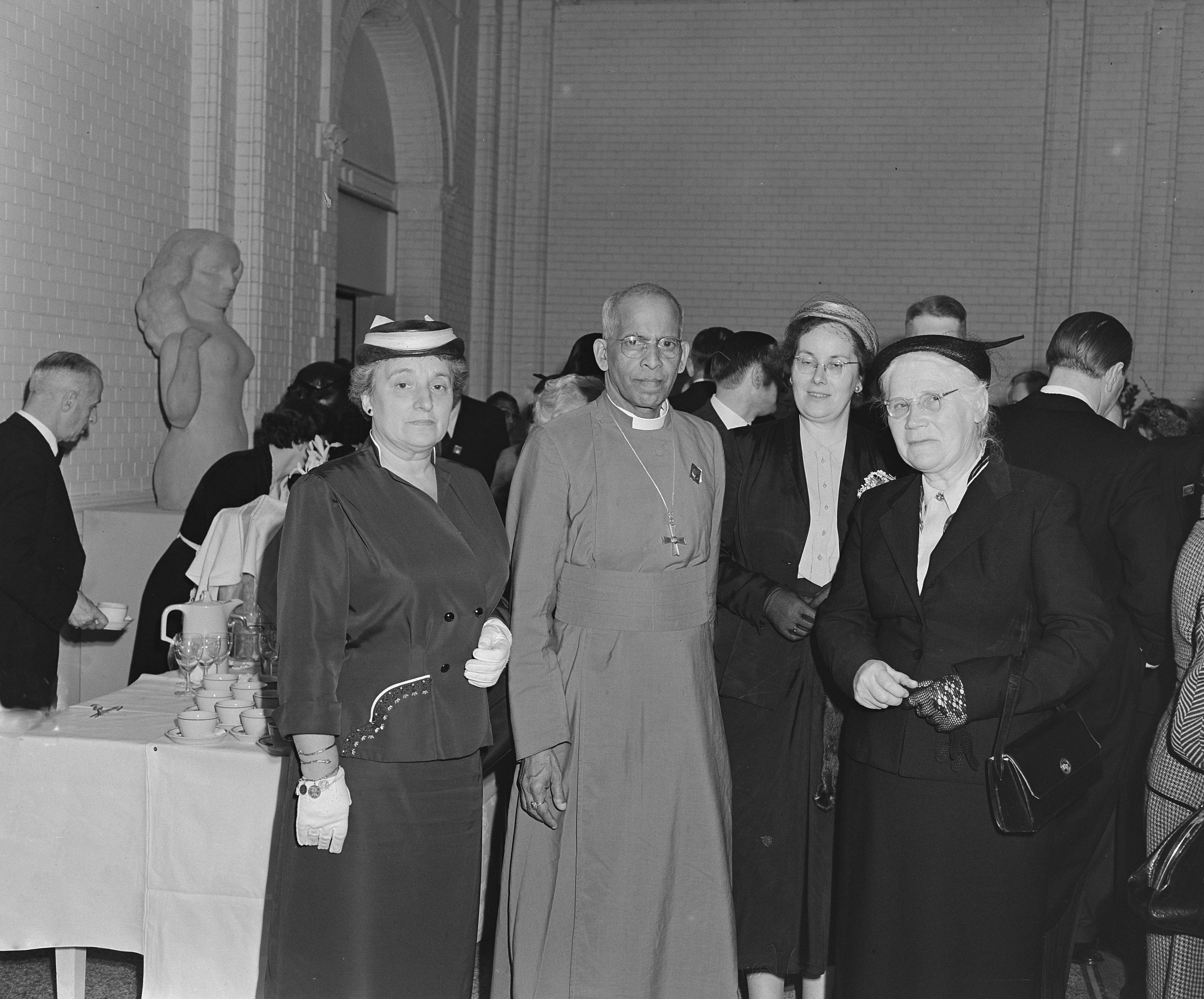
Торжественный приём в честь 140-летия Голландского библейского общества

Библе́йские о́бщества — христианские внеконфессиональные организации, целью деятельности которых является перевод Библии и отдельных книг Ветхого и Нового Завета на языки народов мира, а также издание и последующее распространение указанной литературы.
Движение берёт своё начало в первые десятилетия XIX века, когда в разных странах мира образовалось несколько национальных библейских обществ. Первым было образовано Британское и иностранное библейское общество (1804 г.). Затем были основаны Ирландское (1806), Финляндское (1812), Российское (1813), Датское (1814), Нидерландское (1814), Шведское (1815), Польское (1816), Американское (1816), Норвежское (1816), Французское (1818). Впоследствии Библейские общества стали появляться и в других странах.
9 мая 1946 года в Великобритании была основана международная ассоциация под названием Объединённые Библейские общества (United Bible Societies), в которую впоследствии вошло большинство действующих в мире национальных библейских обществ.